# Lindsay C. Warren Bridge
Le Lindsay C. Warren Bridge est un pont américain en Caroline du Nord. Ce pont routier long d'environ 4,5 km permet à l'U.S. Route 64 de franchir l'Alligator River entre le comté de Tyrrell à l'ouest et le comté de Dare à l'est. Construit de 1960 à 1962, il comprend une section tournante. Il est nommé en l'honneur de l'homme politique démocrate Lindsay Carter Warren.